# 许昌市城乡一体化示范区
许昌市城乡一体化示范区（前称许昌新区）于2010年2月22日经河南省政府批准，2011年4月24日正式挂牌成立，规划面积186平方公里。是中原经济区核心区的重要组成部分，是许昌市打造的未来城市新区。2013年12月21日，按照省委、省政府印发《关于建设城乡一体化示范区的实施意见》的要求，许昌新区更名为许昌市城乡一体化示范区。

## 规划区域
北至许昌县与长葛市行政边界，南至市主城区北外环及延长线，东至市主城区北外环北延（忠武路），西至规划建设中的安信公路（新107国道）。涉及许昌县的尚集镇、苏桥镇、河街乡、小召乡、邓庄乡共5个乡镇，以及魏都区的高桥营街道。

## 功能定位
新区定位为许昌市的“四区一基地”，四区即“三化”协调发展先导区、现代化复合型功能区、城乡统筹发展先行区和对外开放示范区；一基地是指中国重要的输变电装备制造业基地。

## 重点项目
现有中原电气谷产业集聚区、尚集产业集聚区、魏都产业集聚区3个省级产业集聚区，以及一个正在规划建设的对外出口加工贸易区。

### 中原电气谷
2009年批准建设的一个以电力装备制造业为主的省级重点产业集聚区。位于北外环以北，建德路以南，许州路以西，魏文路以东，总规划用地23平方公里，其中核心区13.9平方公里，规划的5个特色产业园分别为电力输电一次设备、新能源设备、智能电网控制设备、配用电设备、民用机电设备。
目前在建和即将建设的项目总投资143亿元，27家入驻企业。先后建设了新能源设备产业园、温州电器产业园、创业孵化园、智能电网产业园、智能型节能设备产业园、广晟电子信息产业园、广东科技产业园等产业项目。

### 尚集产业集聚区
2008年12月成立，位于新区尚集镇，北至周庄路，南至连合路，东至魏文路，西至清潩河，规划面积8.6平方公里。形成了以汽车零部件及机械加工、轻纺、高档发制品加工、食品加工业为主导的特色产业，打造“发制品产业园”、“新兴产业园”、“电子电器产业园”三大产业园。
截止2011年5月，该区入驻企业142家，其中有11家产值亿元以上的企业。

### 魏都民营科技园区
位于许昌市老城区与许昌新区交界处，规划面积为19平方公里。2010年初步形成了以机电、轻纺、纺织等为主的主导产业，现有176家企业入驻。

### 对外出口加工贸易区
是规划中的一个产业区，将依托京港澳高速公路、京广高速铁路和新郑国际机场，发展集产业、运输、仓储、配送、信息等于一体的现代综合对外出口加工贸易区。

## 交通
许昌新区位于中原经济区核心区，交通十分便捷。新区距省会郑州市70公里，距新郑国际机场40公里，距新郑国际机场许昌异地航站楼1公里。京广铁路、京广高速铁路、京港澳高速公路、107国道，以及规划建设的郑渝高速铁路、郑许城际铁路、郑许城际快速通道（魏武大道）、安信公路（新107国道）纵贯南北，311国道和禹亳铁路横贯东西，该地高速公路的通车里程和密度均居河南前列。